# Shinobu Asagoe
Shinobu Asagoe (浅越しのぶ:Hyōgo, 28 de Junho de 1976) é uma ex-tenista profissional japonesa, conhecida por ser uma especialista em duplas.

## Olimpíadas

### Duplas (Decisão do Bronze)
| Resultado | Ano  | Campeonato | Piso | Parceira    | Oponentes                      | Placar   |
| --------- | ---- | ---------- | ---- | ----------- | ------------------------------ | -------- |
| 4° Lugar  | 2004 | Atenas     | Duro | Ai Sugiyama | Paola Suárez Patricia Tarabini | 3–6, 3–6 |

## WTA Tour finais

### Simples 3
| Legenda: Antes de 2009 | Legenda: Depois de 2009 |
| ---------------------- | ----------------------- |
| Grand Slam (0)         |                         |
| Olimpíadas (0)         |                         |
| WTA Championships (0)  |                         |
| Tier I (0)             | Premier Mandatory (0)   |
| Tier II (0)            | Premier 5 (0)           |
| Tier III (0-1)         | Premier (0)             |
| Tier IV & V (0-2)      | International (0)       |

| Resultado | N. | Data            | Torneio                        | Piso  | Oponente           | Placar        |
| Vice      | 1. | 15 Junho 2003   | WTA de Birmingham, Reino Unido | Grama | Magdalena Maleeva  | 1–6, 4–6      |
| Vice      | 2. | 16 Janeiro 2004 | Hobart, Austrália              | Duro  | Amy Frazier        | 3–6, 3–6      |
| Vice      | 3. | 8 Janeiro 2005  | WTA de Auckland, Nova Zelãndia | Duro  | Katarina Srebotnik | 7–5, 5–7, 4–6 |

### Duplas 12 (8–4)
| Legenda: Antes de 2009 | Legenda: Depois de 2009 |
| ---------------------- | ----------------------- |
| Grand Slam (0)         |                         |
| Olimpíadas (0)         |                         |
| WTA Championships (0)  |                         |
| Tier I (1-1)           | Premier Mandatory (0)   |
| Tier II (1-0)          | Premier 5 (0)           |
| Tier III (4-2)         | Premier (0)             |
| Tier IV & V (2-1)      | International (0)       |

| Resultado | N.  | Data            | Torneio                       | Piso   | Parceira           | Oponentes                                   | Placar        |
| Campeã    | 1.  | 16 Junho 2002   | WTA de Birmingham, Inglaterra | Grama  | Els Callens        | Kimberly Po Nathalie Tauziat                | 6–4, 6–3      |
| Campeã    | 2.  | 6 Outubro 2002  | Japan Open, Japão             | Duro   | Nana Miyagi        | Svetlana Kuznetsova Arantxa Sánchez Vicario | 6–4, 4–6, 6–4 |
| Vice      | 3.  | 30 Março 2003   | Miami, Florida, EUA           | Duro   | Nana Miyagi        | Liezel Huber Magdalena Maleeva              | 4–6, 6–3, 5–7 |
| Vice      | 4.  | 6 Abril 2003    | Sarasota, Florida, EUA        | Saibro | Nana Miyagi        | Liezel Huber Martina Navratilova            | 6–7(8), 3–6   |
| Campeã    | 5.  | 16 Janeiro 2004 | Hobart, Austrália             | Duro   | Seiko Okamoto      | Els Callens Barbara Schett                  | 2–6, 6–4, 6–3 |
| Campeã    | 6.  | 7 Agosto 2004   | Canadian Open, Canadá         | Duro   | Ai Sugiyama        | Liezel Huber Tamarine Tanasugarn            | 6–0, 6–3      |
| Campeã    | 7.  | 10 Outubro 2004 | Japan Open, Japão             | Duro   | Katarina Srebotnik | Jennifer Hopkins Mashona Washington         | 6–1, 6–4      |
| Campeã    | 8.  | 8 Janeiro 2005  | Auckland, Nova Zelândia       | Duro   | Katarina Srebotnik | Leanne Baker Francesca Lubiani              | 6–3, 6–3      |
| Vice      | 9.  | 9 Outubro 2005  | Japan Open, Japão             | Duro   | María Vento-Kabchi | Gisela Dulko Maria Kirilenko                | 5–7, 6–4, 3–6 |
| Campeã    | 10. | 16 Outubro 2005 | Bangkok, Tailândia            | Duro   | Gisela Dulko       | Conchita Martínez Virginia Ruano Pascual    | 6–1, 7–5      |
| Vice      | 11. | 5 Março 2006    | Acapulco, México              | Saibro | Émilie Loit        | Anna-Lena Grönefeld Meghann Shaughnessy     | 1–6, 3–6      |
| Campeã    | 12. | 9 Abril 2006    | Amelia Island, Florida, EUA   | Saibro | Katarina Srebotnik | Liezel Huber Sania Mirza                    | 6–2, 6–4      |